# 萨里多尔奇诺
萨里多尔奇诺（法語：Sari-d'Orcino，法語發音：[saʁi dɔrtʃino]）是法国南科西嘉省的一个市镇，属于阿雅克肖区。

## 地理
萨里多尔奇诺（42°3'36"N, 8°49'39"E）面积22.09 平方千米，位于法国南科西嘉省，该省份位于科西嘉南部，后者为地中海西部的一座岛屿，也是法国的一个单一领土集体，位于法国大陆部分的东南面，意大利半島的西面，最临近的地块是撒丁岛。
与萨里多尔奇诺接壤的市镇（或旧市镇、城区）包括：阿罗、洛皮尼亚、萨罗拉-卡尔科皮诺、塔瓦科。
萨里多尔奇诺的时区为UTC+01:00、UTC+02:00（夏令时）。

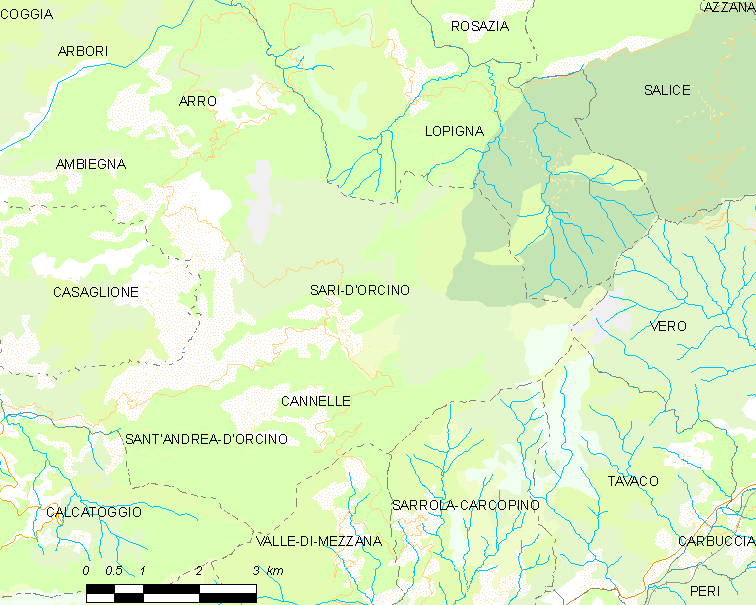
萨里多尔奇诺的OSM定位图

## 行政
萨里多尔奇诺的邮政编码为20151，INSEE市镇编码为2A270。

## 政治
萨里多尔奇诺所属的省级选区为塞维-索鲁-奇纳尔卡县。

## 人口

1962-2008年间萨里多尔奇诺人口变化图示

萨里多尔奇诺于2022年1月1日时的人口数量为351人。